# Pamela Montenegro
Pamela Montenegro, de son nom complet Leslie Ann Pamela Montenegro del Real, est une journaliste mexicaine, connue dans l'État de Guerrero pour ses chroniques politiques satiriques, diffusées notamment en vidéo. Victime de menaces, elle est assassinée le 5 février 2018 à Acapulco, à l'âge de 36 ans.

## Biographie

### Carrière journalistique
Pamela Montenegro est dans un premier temps comédienne dans des émissions pour la jeunesse diffusées à la télévision locale. Elle crée en 2012 un magazine d'information en ligne intitulé El Sillón. À partir de 2015, elle réalise des chroniques vidéo satiriques, diffusées notamment sur la plateforme YouTube. Elle y incarne un personnage au ton moqueur, doté d'une perruque frisée et de grosses lunettes, La Nana Pelucas (« la grand-mère à la perruque »), laquelle réalise des tutoriels beauté, traite de sujets culturels, mène des interviews de personnalités politiques de l'État de Guerrero, etc., La journaliste utilise ce format pour critiquer régulièrement la corruption des élus locaux et la violence du crime organisé — la ville d'Acapulco, en particulier, est alors réputée être l'une des plus dangereuses du pays. Pamela Montenegro tient également avec son époux Samuel Muñuzuri une page d'information sur le réseau social Facebook.
Le travail de la journaliste et chroniqueuse est suivi par le milieu politique, les journalistes et certains citoyens de l'État de Guerrero.

### Assassinat
Le 5 février 2018 en fin d'après-midi, Pamela Montenegro est assise en compagnie de son mari dans le restaurant qu'ils possèdent à Acapulco, lorsque deux hommes non identifiés y pénètrent et ouvrent le feu ; elle est abattue d'au moins deux balles et les assaillants prennent la fuite.
D'après un représentant local du Syndicat national des rédacteurs de presse (dont elle était adhérente) et un autre journaliste d'Acapulco, Pamela Montenegro avait été la cible de menaces de la part d'un gang criminel, fin 2016. Selon le magistrat chargé de l'affaire, elle a également reçu des menaces les mois précédant sa mort et certaines de ses publications l'auraient placée dans le viseur d'un fonctionnaire local ; le magistrat met également en cause le chef présumé d'un gang criminel local. En décembre 2018, le Comité pour la protection des journalistes indique toujours l'affaire comme non résolue et estime comme probables responsables du meurtre des dirigeants ou gangs locaux. Selon l'ONG, Pamela Montenegro est la deuxième journaliste tuée au Mexique en 2018, après le meurtre en janvier de Carlos Domínguez Rodríguez.
L'Association de la presse interaméricaine, le bureau mexicain du Haut-Commissariat des Nations unies aux droits de l'homme et la directrice générale de l'Organisation des Nations unies pour l'éducation, la science et la culture (Unesco) condamnent le meurtre de la journaliste,,.